# Pfarrkirche Ebnit

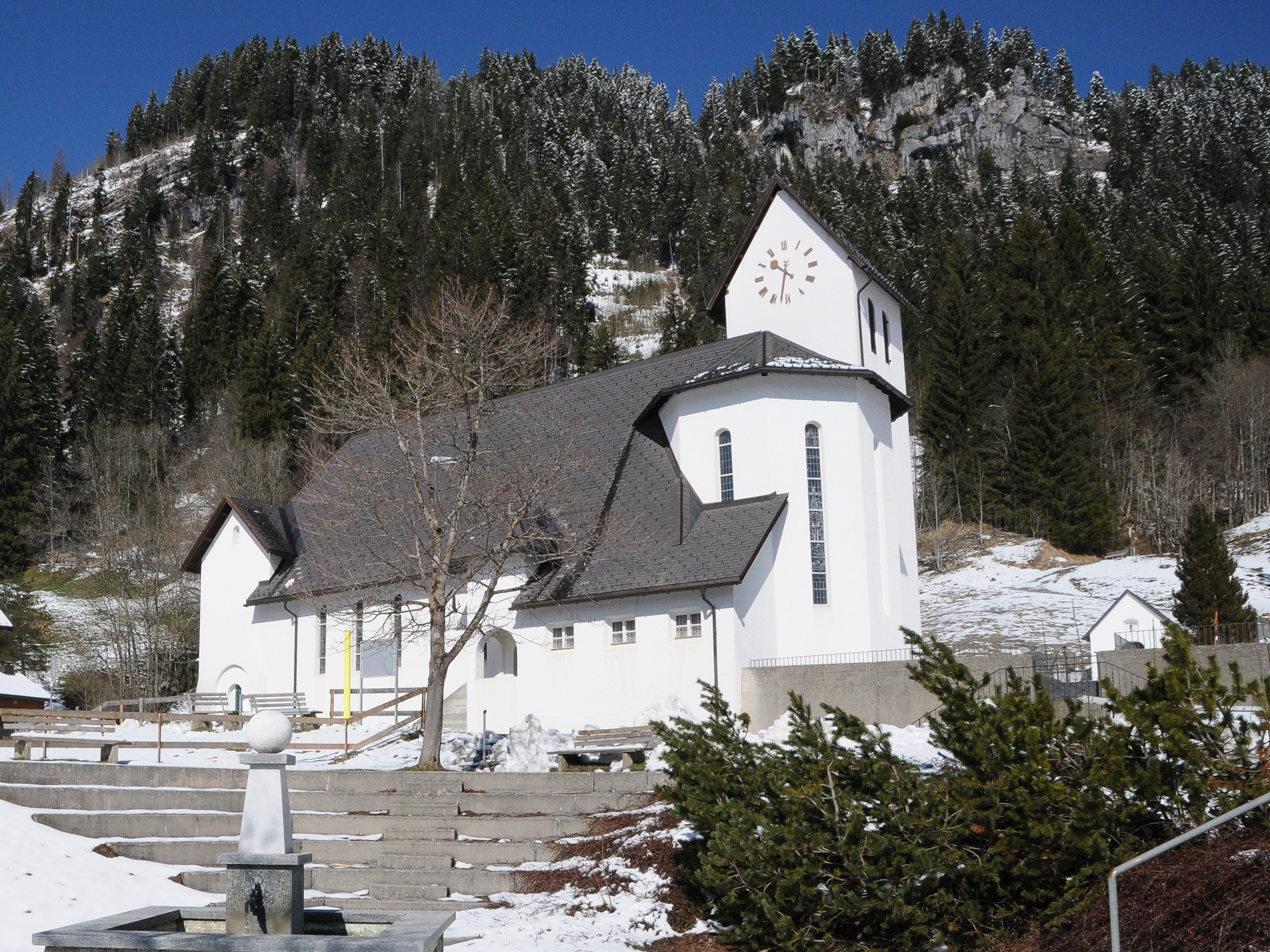
Kath. Pfarrkirche hl. Maria Magdalena in Ebnit

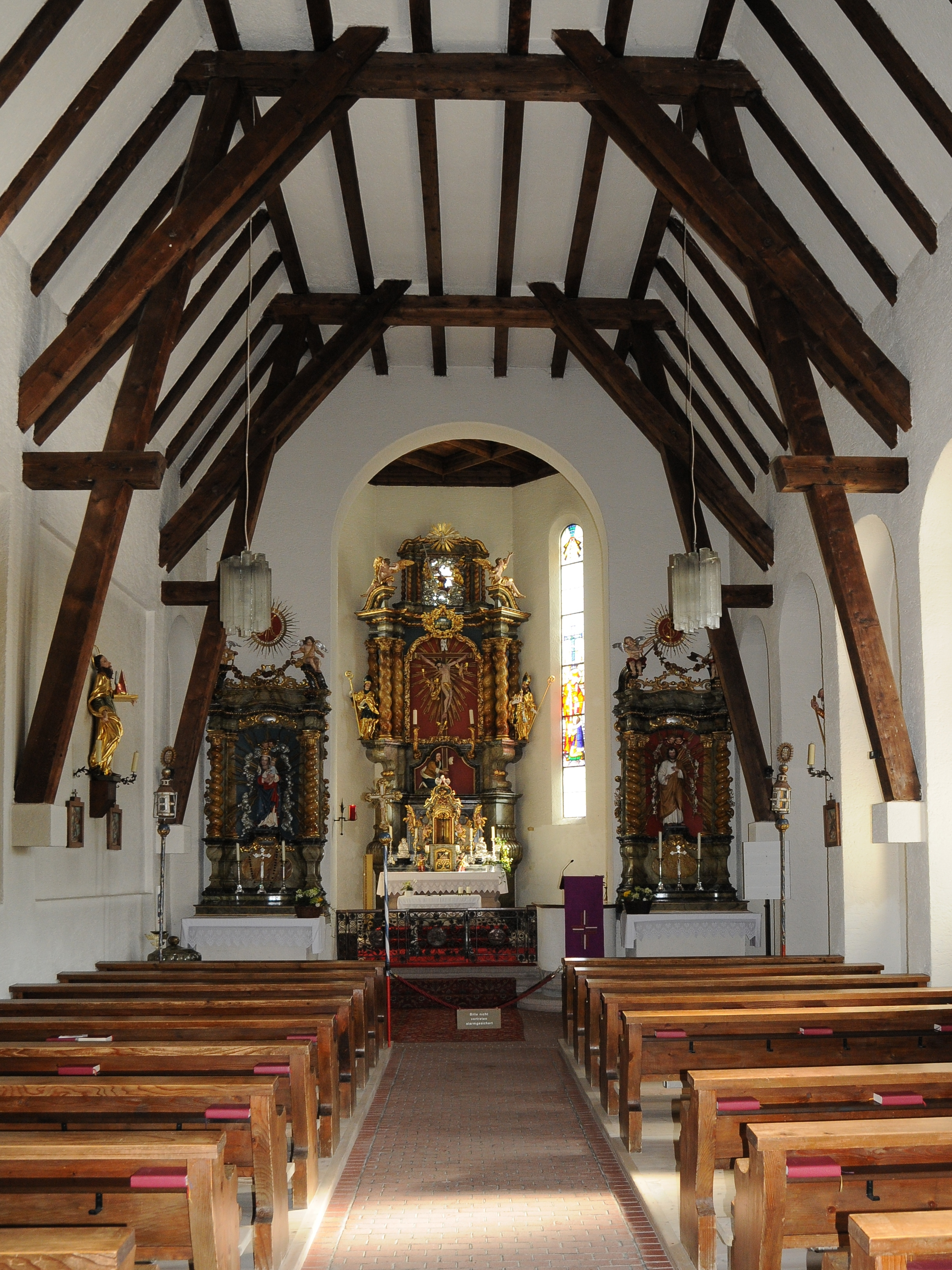
Innenansicht

Die römisch-katholische Pfarrkirche Ebnit steht im Ortszentrum des Bergdorfes Ebnit in der Gemeinde Dornbirn im Bezirk Dornbirn in Vorarlberg. Sie ist der heiligen Maria Magdalena geweiht und gehört zum Dekanat Dornbirn in der Diözese Feldkirch. Das Bauwerk steht unter Denkmalschutz.

## Lagebeschreibung
Die Kirche steht im Ortszentrum von Ebnit und wird im Norden vom Friedhof umgeben.

## Geschichte
Urkundlich wird der Ort erstmals als „Ebenot“ bezeichnet. Von zirka 1351 bis nach 1377 befand sich in Ebnit ein Kloster der Augustinereremiten vom heiligen Paul Einsiedel. Das Kloster wurde von den Herren von Ems gestiftet. 1423 wird erstmals eine Kaplanei erwähnt. 1508 brannte die damalige Kirche ab. 1515 erfolgte ein Neubau. 1594 wurde die Kaplanei zur Pfarre erhoben. 1776 wurde die Kirche restauriert und 1782 neu eingeweiht. Die Kirche brannte jedoch im Jahr 1927 abermals ab. Aus diesem Grund errichtete Alfons Fritz in den Jahren 1928 und 1929 einen Neubau. Dieser wurde 1930 geweiht.

## Kirchenbau

### Kirchenäußeres
Der Kirchenbau ist genordet. Das Langhaus liegt unter einem hohen Satteldach. Daran schließt ein polygonaler Chor an. Der östlich gelegene Kirchturm ist ebenfalls durch ein Satteldach gedeckt. Im Nordwesten ist der Pfarrhof (Beständerhaus) an das Kirchengebäude angebaut. Dabei handelt es sich um einen zweigeschoßigen Bau mit Satteldach. Er wurde ebenfalls 1927, gemeinsam mit der Kirche, nach Plänen von Alfons Fritz erbaut. Dem Langhaus ist ein zweigeschoßiges Querhaus vorgelagert mit einem eingeschobenen Eingangsvorraum mit Pultdach. Der Haupteingang liegt an der Südseite der Kirche in einem niedrigen Querbau. Südlich am Chor schließt die Sakristei an, die von einem Pultdach gedeckt ist. Im Langhaus sind Rechteckfenster, im Chor schmale Rundbogenfenster.

### Kircheninneres
Im Langhaus kann man auf die Dachkonstruktion aus trapezförmig zusammengefügten Holzbalken blicken. Ostseitig sind acht Rundbogenarkaden mit fünf Rundbogenfenstern. Auf der Westseite sind Rundbogenfenster in Rechteckblendarkaden. Der hohe rundbogige Triumphbogen ist eingezogen. Der Chorraum ist ein erhöhter achteckiger Zentralbau mit schmalen Rundbogenfensterschlitzen. Über dem Chorraum ist eine flache Holzkassettendecke. Die Empore ist aus Holz gebaut. Im südlich vorgelagerten Querhaus sind eine Marienkapelle und der Aufgang zur Orgelempore und dem Pfarrhaus.
Die Glasmalereien wurden 1930 von der Tiroler Glasmalereianstalt geschaffen. Im Chor sind links der heilige Augustinus und rechts der heilige Karl Borromäus dargestellt. Im Langhaus sind auf der rechten Seite der heilige Wendelin, der heilige Hubertus, „Jesus als Guter Hirte“, der heilige Theodul und der heilige Antonius Eremita dargestellt. Auf der rechten Seite sind die Heiligen Augustinus, Monika und Katharina zu sehen.

## Ausstattung
Der Hochaltar stammt ursprünglich aus der Pfarrkirche Riezlern im Kleinen Walsertal. Der Anfang des 18. Jahrhunderts geschaffene Aufbau weist sechs gedrehte Säulen mit gerade geschwungenem Gebälk auf, sowie einen Aufsatz mit sechs Säulen. Die Tabernakelzone liegt sehr hoch. Anstelle eines Altarbildes ist ein Kruzifix vom Anfang des 18. Jahrhunderts mit Maria Magdalena. Die seitlichen Figuren stellen auf der linken Seite den heiligen Martin und auf der rechten Seite den heiligen Wolfgang dar. Beide stammen wie auch die zwei Gebälksengel von Anton Sturm (Bildhauer), der in Füssen im Allgäu seine Werkstatt hatte. Im Aufsatz befindet sich eine Figurengruppe mit der Darstellung der „Mariä Krönung“. Der Tabernakel weist ein Standkreuz mit darunter kniender Maria Magdalena auf. Das Standkreuz wird von einem Pelikan bekrönt. Der Tabernakel wird durch vier Putten verziert. Seitlich des Tabernakels sind zwei Silberbüsten, die um 1760 entstanden sind. Links ist die heilige Maria Magdalena, rechts der heilige Petrus dargestellt.
Der linke Seitenaltar ist ein Aufbau mit zwei gedrehten Säulen mit Segmentgiebelstücken über geschlossenem Gebälk. Die Figur ist eine Kopie der Rankweiler Gnadenmadonna von Georg und Albert Bachmann. Am Altar sind außerdem zwei Gebälkengel zu finden.
Der rechte Seitenaltar ist im Aufbau ident dem linken. Am Altar steht eine Figur des heiligen Josef. Diese wird von Gebäkputten mit Attributen des heiligen Josef flankiert.
Aus der Basilika Rankweil stammen die Passionsszenen im Chor von Matthias Jely aus Bludenz. Er malte sie 1847. Die Dornenkrönung, der Kreuzfall und die heilige Anna mit Kind stammten aus der Zeit um 1700. An der Empore hängt ein Bild der heiligen Cäcilia von Walter Bastania, frei nach Carlo Dolci aus dem Jahr 1947. Die Kreuzwegstationen schuf Julius Wehinger 1938. Der Taufstein stammt aus der Hand von Gustav Bachmann. An der westlichen Langhauswand sind Figuren der Heiligen Afra und Augustinus aus der Mitte des 18. Jahrhunderts. An der Empore sind Statuetten der vier Evangelisten vom Ende des 19. Jahrhunderts. Das Vortragekreuz stammt aus der Zeit um 1770. In der Marienkapelle ist eine Pietà aus dem 17. Jahrhundert.
An der Außenseite ist am Chorscheitel ein Priestergrab für Peterlängle mit Kruzifix. Im Westen des Friedhofes ist ein Kriegerdenkmal.
Im Turm hängen drei Stahlglocken, die als einzige Ausstattung den Brand 1927 überstanden. Sie trugen lediglich leichte Schäden und Verformungen davon, die sich aber nur leicht auf den Klang auswirken. 
Die drei Glocken wurden 1922 von den Böhlerwerken in Kapfenberg in der Steiermark gegossen und erklingen in den Schlagtönen fis′, a′, h′. 
2020 wurde eine moderne, gebrauchte Schaltuhr eingebaut, die seither den Uhrschlag sowie das liturgische Läuten steuert.

## Orgel
Die Orgel von Anton Behmann wurde 1929 gebaut. Sie besitzt sieben Register auf einem Manual und Pedal, die auf einer historischen mechanischen Schleiflade stehen. Diese 1929 bereits gebrauchte mechan. Schleiflade wurde pneumatisch angesteuert. 
In den 1980er Jahren wurde der Spieltisch entfernt und die Pfeifenorgel stillgelegt. Stattdessen wurde anstelle des Spieltischs eine elektronische Orgel eingebaut, die inzwischen defekt ist. Somit ist derzeit kein Instrument spielbar. 
Es laufen Überlegungen, die historische Pfeifenorgel zu restaurieren, wozu aber viele Spenden nötig sind.